# Apoteosi di san Tommaso d'Aquino
L'Apoteosi di san Tommaso d'Aquino o Apoteosi di san Tommaso con i dottori della Chiesa è un dipinto barocco del pittore spagnolo Francisco de Zurbarán realizzato nel 1631 e conservato conservato nel Museo di belle arti di Siviglia in Spagna.

## Storia
Il pittore Zurbarán fu incaricato di dipingere questa Apoteosi e gli sono state date istruzioni precise sulla sua esecuzione: dimensioni del lavoro, posizionamento, tema, personaggi, ecc. L'enorme tela doveva essere collocata nel Colegio de Santo Tomás de Sevilla, collegio in cui si insegnavano arti liberali e teologia. Il quadro celebra perciò anche il Collegio e i frati domenicani che vi operavano.

## Descrizione
San Tommaso d'Aquino è una delle figure più importanti della teologia cristiana. Fu nominato Dottore della Chiesa nel 1567. Per la sua importanza, san Tommaso, posto sopra, è circondato dai quattro Padri della Chiesa, come molti personaggi fondamentali per l'elaborazione della dottrina. Al lato sinistro sono presenti i santi Ambrogio e Gregorio a destra Girolamo e cardinale rosso Agostino. I cinque intellettuali sono nel piano superiore del dipinto, che simboleggia nel mondo divino. Sopra le loro teste, il cielo è pienamente d'accordo con le sue conclusioni:  la Trinità Dio Padre, Dio Figlio spicca con la croce si aggiunge la colomba dello Spirito Santo nel centro la quale illumina con i raggi San Tommaso. Al piano inferiore sono presenti i principali personaggi dell'Ordine e niente di meno che l'imperatore Carlo V. La sua presenza si spiega perché è stato lui che ha fornito il terreno e la dote necessaria per la costruzione e la messa in servizio del Colegio. Durante la sua vita l'imperatore offrì il suo patrocinio continuo ai frati e ai loro studenti.